# میرزا ابوطالب زنجانی
میرزا ابوطالب زنجانی (۱۲۵۹ ه‍.ق – ۱۳۲۹ ه‍.ق) عالم اصولی و فقیه امامی بود. او با علمای اعلم هم‌عصر خود مانند آخوند خراسانی مخالفت آشکار می‌کرد و برخلاف روحانیون مشروطه خواه مانند سید محمد طباطبایی و سید عبدالله بهبهانی در مقابل انقلاب مشروطه از محمدعلی‌شاه حمایت می‌نمود و با سفارت انگلیس روابط خوبی داشت.

## زندگی
میرزا ابوطالب زنجانی فرزند میرزا ابوالقاسم موسوی زنجانی. در ۱۸ ذی‌القعده ۱۲۵۹ (۱۲۲۲ خورشیدی) در زنجان متولد شد. خاندان پدری او از دوران صفویه مقام مرجعیت و قضاوت شهر زنجان را داشتند. تحصیلات مقدماتی را در زادگاهش آغاز کرد و سپس رهسپار قزوین شد. در ۱۲۷۸ به نجف رفت و در درس مرتضی انصاری و شیخ راضی شرکت کرد. او از برجسته‌ترین شاگردان سید حسین کوه‌کمری تبریزی بود، چهارسال از درس کوه‌کمری بهره‌برد و از او اجازهٔ اجتهاد گرفت. در سنّ چهل‌سالگی به ایران بازگشت و در تهران اقامت گزید. جایگاه علمی و تبحر او در شاخه‌های متفاوت علوم دینی، سبب شد در اندک مدتی در زمرهٔ علمای مشهور تهران درآید.
او بیش‌تر وقت خود را به تألیف کتاب و تدریس گذراند. او هرچند از مجالس درس خارج فقه خود برای تبلیغ اصول دموکراسی و حقوق بشر و تعریف از پیشرفت‌های کشورهای اروپایی بهره می‌برد و شاگردانش را تشویق به آزادی‌خواهی می‌کرد، اما مخالف انقلاب مشروطه بود و در دربار محمدعلی شاه در مخالفت برای بی اثر کردن فتاوای علمای نجف مانند آخوند خراسانی و علمای مشروطه خواه در ایران مانند سید محمد طباطبایی و سید عبدالله بهبهانی، فتوا می‌داد.
زنجانی از آغاز سکونت در تهران رفته رفته با دربار قاجار ارتباط پیدا کرد، تا جایی که مظفرالدین شاه و محمدعلی شاه برای استخاره به او مراجعه می‌کردند. محمدعلی شاه در استبداد صغیر، مجلس شورای ملی را با استخارهٔ او به توپ بست. او در دورهٔ مشروطه، به صف سلطنت‌طلبان پیوست و از عین‌الدوله حمایت کرد.

## درگذشت
زنجانی در ۱۵ ربیع‌الاول ۱۳۲۹ (۲۴ اسفند ۱۲۸۹ خورشیدی) در سن شصت و نه سالگی در تهران درگذشت و در مشهد در کنار مزار شیخ بهایی دفن شد.

در باب مرگ ایشان تمامی منابع به کشته شدن ایشان اشاره دارند. برخی آنرا منسوب به یپرم خان ارمنی و به توسط فخر السلطنه زن سابقش میدانند.
در هر صورت رگ گردن ایشان در اتاق خواب خصوصیش بریده شده بود.
زنجانی از معدود روحانیون عصر قاجار بود که از دانش عربی خود برای ترجمهٔ متون عربی به فارسی استفاده کرد. او علاوه بر فارسی و آذری، با زبان‌های فرانسه، عربی و ترکی استامبولی آشنایی داشت. وی با نظریات متفکران اروپایی هم‌عصر خود، از جمله توماس مالتوس و داروین آشنا بود و در بعضی تألیفات خود مطالبی پیرامون آراء این متفکران آورده‌است. محکمهٔ شرعی او محل رسیدگی به دعاوی قضایی سفارت بریتانیا بود و احکامی که وی در آنجا صادر می‌کرد اعتبار زیادی داشت.

## اتحاد اسلام
زنجانی روابط نزدیکی با سید جمال‌الدین اسدآبادی داشت. او خواستار اتحاد دنیا اسلام بود و پیشوایی عبدالحمید دوم پادشاه عثمانی را برای اتحاد اسلام پذیرفته بود. وی برای یافتن نقاط مشترک به مطالعه در عقاید فرقه‌های مختلف اسلامی پرداخت و برای آشنایی با اصول وهابیت مدتی در مکه زندگی کرد. او در زمان سلطنت مظفرالدین شاه مرکز اتحاد اسلام در ایران شمرده می‌شد، چنان‌که سِر آرتور هاردینگ، وزیرمختار انگلیس در ایران در بین سالهای ۱۹۰۰ و ۱۹۰۵ (مصادف با سال‌های میانی سلطنت مظفرالدین شاه) می‌نویسد:
«چنان‌چه سابقاً نیز اشاره کرده‌ام، عالم‌ترین و روشنفکرترین روحانی شیعه که در تهران دیدم میرزا ابوطالب بود که غالباً با وی بحث‌هایی دربارهٔ الهیات و سیاست داشتیم. عقیدهٔ شخصی من این است که میرزا ابوطالب در همان خط مشی مورد نظر سلطان عبدالحمید، اتحاد اسلام، کار می‌کرد؛ زیرا با اینکه خودش زیاد به اصول و مبانی نقشه عبدالحمید ایمان نداشت ولی این نکته را خوب تشخیص داده بود که وجود یک مدرک محکم و آشکار از همبستگی مسلمانان جهان، قدرت و نفوذ پیروان این دین را تقویت خواهد کرد.»
در گزارش‌های محرمانه سفارت بریتانیا از میرزا ابوطالب با عنوان «مرکز خفیه اتحاد اسلام» یاد شده‌است.

## واقعه میدان توپخانه
در واقعه میدان توپخانه که به کودتای صغیر معروف است تعدادی از روحانیان مخالف مشروطه، شامل شیخ فضل‌الله نوری، سید علی یزدی، میرزا ابوطالب زنجانی، ملا محمد آملی و دیگران که با دربار محمد علی شاه رفت‌وآمد داشتند همراه با قاطرچیان و مشتی‌ها در زیر چادرهایی که در میدان احداث شده بود جمع و علیه مشروطه فعالیت می‌نمایند. روز بعد روحانیان فوق حضور شاه رسیده و میرزا ابوطالب اظهار می‌دارد: 
من از علم جنگ بی‌خبر نیستم اگر امر کنید یک توپ شرپنل ببرند در بیرون دروازه شمیران سوار کرده به بهارستان شلیک نمایند.
هرچند میرزا ابوطالب از مخالفان مشروطه بوده ولی مردی بافهم و دوراندیش بود و بنظر می‌رسد وی را مردم عوام و هوچی بزور به میدان آورده بودند.

## آثار
- احکام اوانی الذهب و الفضه
- ایضاح السبل در الترجیح و التعادل
- تحفة القاصد
- رشحه الخواطر در احتیاط و توقف
- التنقید در احکام التقلید
- غایه المرام در احکام الصیام
- مرآة العصر
- الکفایهٔ فی درایه
- المقابیس فی اصول الفقه
- مناسک الحج
- حکم الربا در جمیع الادیان
- تسامح
- الذخیره در علم درایت
- رشحة الخاطر در فساد مقالات اخباریّه
- الحق المصاب
- مقابس الانوار در اصول
- المقلة العبراء در مقتل خامس اصحاب کساء
- طیف الخیال[۴]
- کیمیای سعادت (ترجمهٔ آزاد از طهاره‌الاعراق اثر ابن مسکویه، از زبان عربی به زبان فارسی)[۵][۱۰]
- سیاحتنامه (ترجمه از زبان فرانسه به زبان فارسی)[۱۱]